# Tables de la Loi
Pour les articles homonymes, voir Table (homonymie).

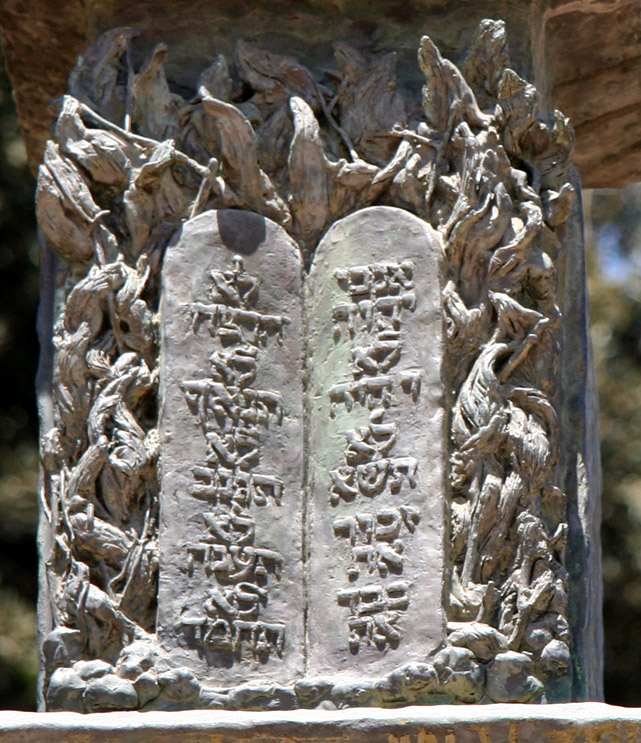
Les Tables de la Loi, détail de la Menorah de la Knesset, par Benno Elkan, Jérusalem.

Dans la Bible, les Tables de la Loi sont des tables en pierre sur lesquelles Dieu a gravé le Décalogue remis à Moïse (cf l'Exode). Leur figuration traditionnelle est devenue un des symboles du judaïsme, utilisé en particulier au fronton des synagogues.
Bien qu'étant représentées comme ayant des bords supérieurs arrondis, leur vraie représentation serait en fait carrée.

## Dans la Bible
Il est fait allusion aux tables de la loi dans les livres de l'Exode et du Deutéronome.
Le peuple d'Israël a quitté l'Égypte depuis trois mois et se trouve dans le désert du Sinaï. Dieu décide de sceller une alliance avec lui et Moïse en est l'intermédiaire. Dieu énonce dix Paroles et les assortit de développements, le code de l'Alliance. Moïse écrit toutes les paroles prononcées par Dieu mais celui-ci lui promet des tables de pierre rappelant la loi et le commandement que le peuple d'Israël devra garder dans un coffre (arche de l'Alliance) à poser sur une table et à installer dans une tente (la Demeure). Ces instructions prennent 40 jours à l'issue desquels Dieu donne à Moïse « Les tables de la charte, écrites de la main de Dieu », tables « œuvres de Dieu », « écrites des deux côtés », « écriture de Dieu ».

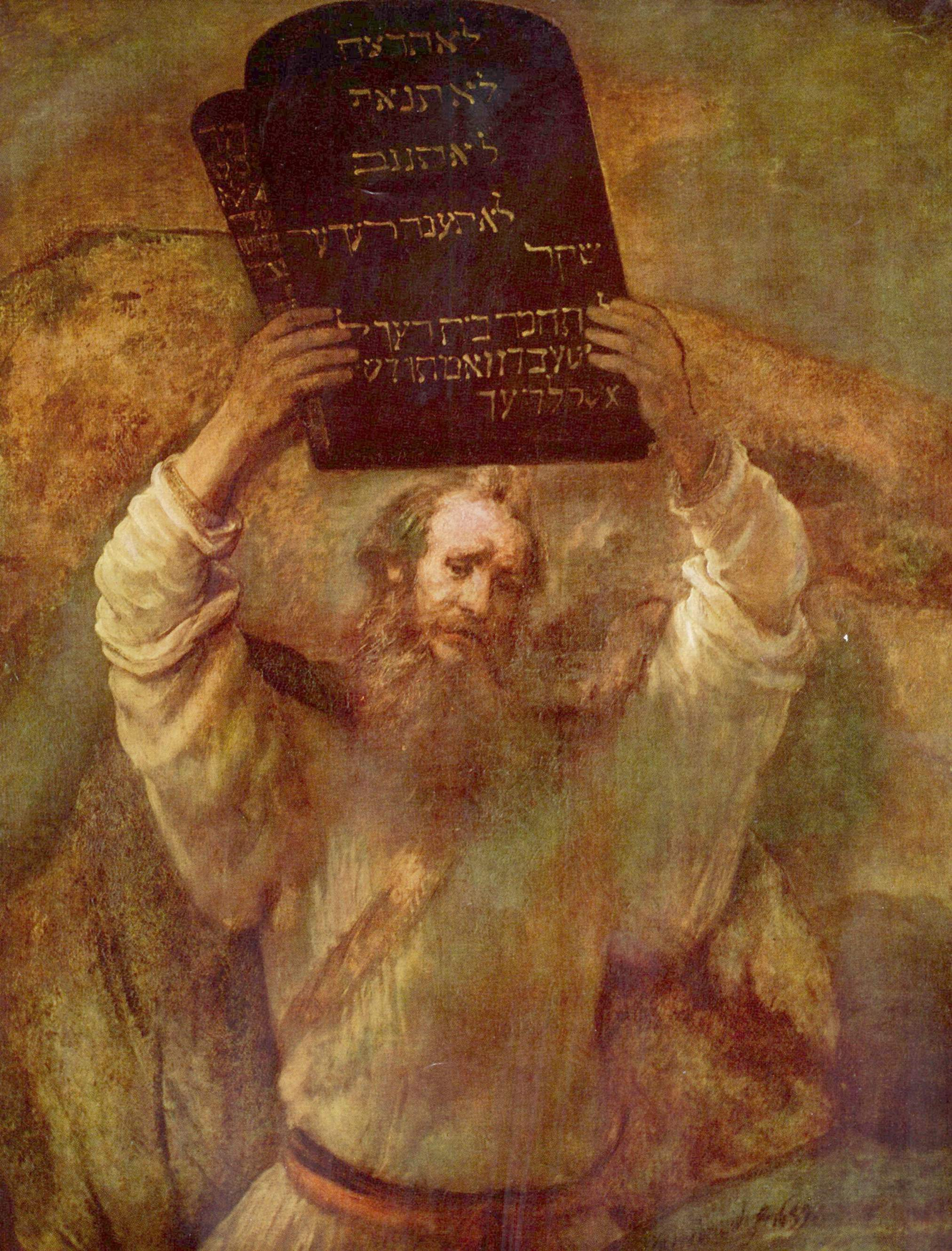
Moïse brisant les Tables de la Loi.
Tableau de Rembrandt (1659). Musée Gemäldegalerie, Berlin, Allemagne.

Entre-temps, le peuple a perdu patience et confiance et s'est tourné vers d'autres dieux (épisode du Veau d'or). Lorsque Moïse redescend du Mont Sinaï, portant les deux tables, il comprend que son peuple vient de rompre l'alliance à peine conclue et jette les deux tables qui se brisent.
Une nouvelle alliance est alors scellée entre Dieu et son peuple. Moïse est chargé de tailler deux nouvelles tables semblables aux précédentes sur lesquelles seront à nouveau gravés les termes de la loi.
Le livre de l'Exode présente deux versions apparemment contradictoires : Dieu écrit à nouveau sur les tables ; Dieu demande à Moïse d'écrire sur les tables. Pour comprendre cette contradiction apparente, il faut étudier le contexte. En effet, en Exode 34-1, Dieu dit à Moïse de tailler deux tablettes de pierre et Dieu écrit les paroles présentes sur les premières (les 10 commandements). Les paroles indiquées en Exode 34-27 que Moïse doit écrire sur ordre de Dieu sont les paroles de l'alliance que Dieu fait avec Moïse et qui sont détaillées de Exode 34-10 à 34-28.
Moïse redescend du Mont Sinaï avec les tables qui seront conservées dans l'arche de l'Alliance dès la construction de celle-ci.
Cet épisode est rappelé dans le Deutéronome qui reprend la version des secondes tables écrites aussi de la main de Dieu.
L'arche de l'Alliance, contenant les tables, devient par la suite, un instrument puissant dans la conquête par Israël de son territoire.
De nos jours, des traditions les font figurer à différents endroits du globe.

## Dans l'histoire

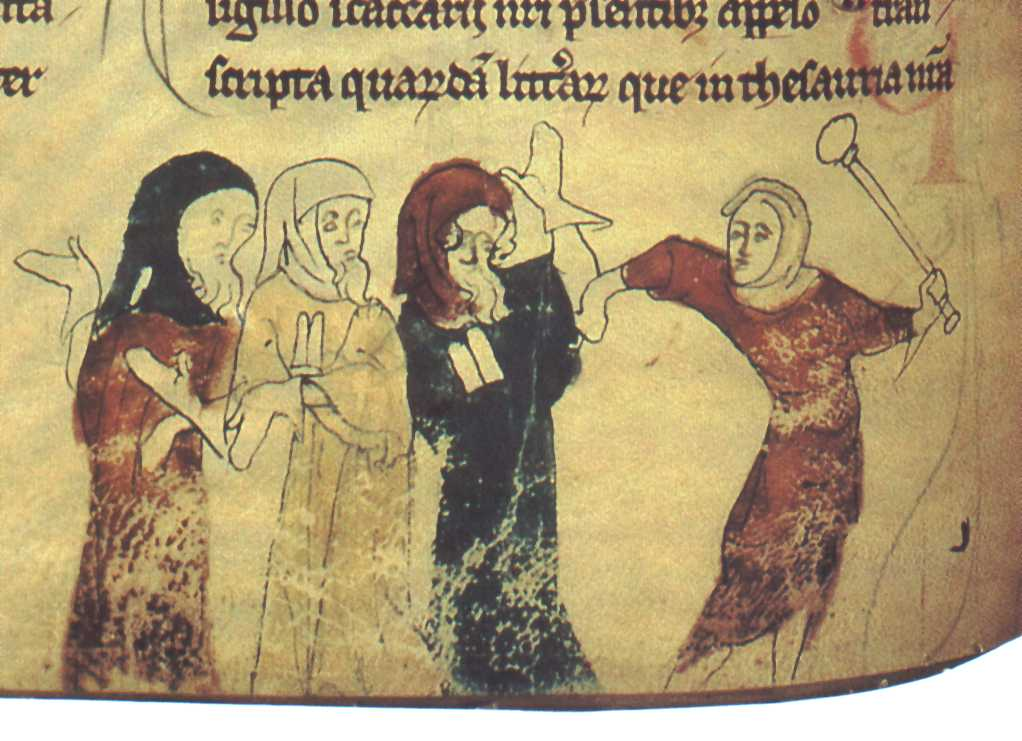
Persécution de Juifs à l'époque de leur expulsion de Grande-Bretagne en 1290, arborant la tabula, Rochester Chronicle.

Le roi Henry III d'Angleterre s'en prend aux Juifs du royaume en les ruinant par des amendes exorbitantes, en les faisant exécuter pour « crime rituel » ou en les poussant à la conversion au christianisme. En 1253, il adopte l'édit des Juifs destiné à les discriminer en les obligeant notamment à arborer sur leur vêtement un badge appelé tabula et représentant les Tables de la Loi.
En France, les Déclarations des droits de l'homme et du citoyen de 1789 et 1793 sont présentées sous forme de tables de la loi pour leur en octroyer la solennité.

## Dans la culture et les arts

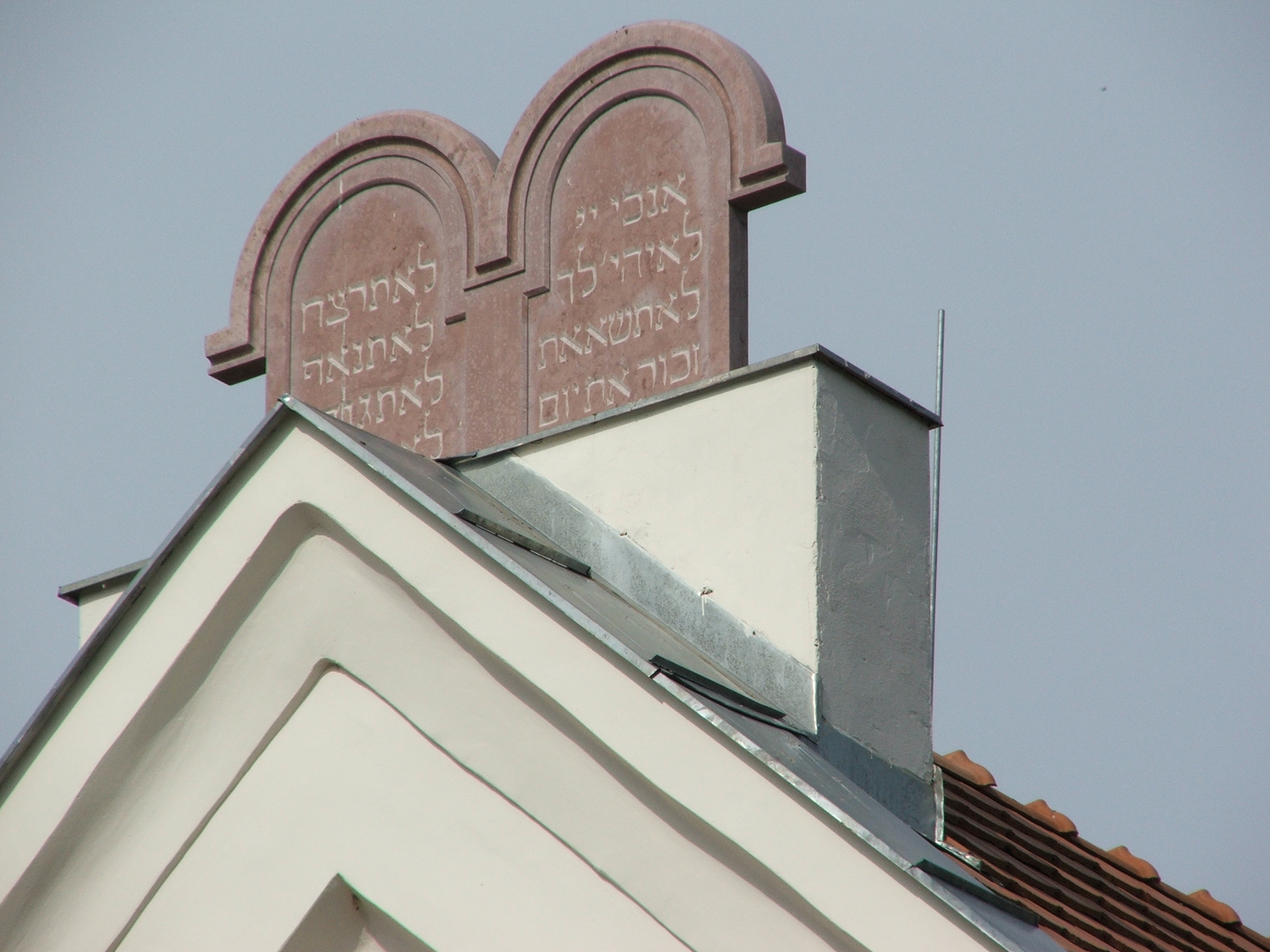
Tables de la loi sur la synagogue de Tata (Hongrie).

- Dans l'ancien Orient, lors d'une alliance entre deux puissances, était disposé, dans le temple des partenaires, un document écrit devant être lu périodiquement[14]. Il n'est donc pas surprenant que les Tables de la Loi soient le témoignage concret de l'Alliance entre Dieu et son peuple. C'est la raison pour laquelle les images des tables sont souvent présentes au fronton des synagogues.
- L'iconographie chrétienne représente Moïse soit portant les Tables de la Loi comme un livre ouvert soit les brisant contre le sol.
- Dans les temples protestants, une représentation des Tables de la Loi remplaçait, jusqu'au XVIIe siècle, la croix des églises catholiques[15].

### Au cinéma
- Les Dix Commandements, film américain sorti en 1956 de Cecil B. DeMille, montre une représentation des Tables de la Loi.
- Les Aventuriers de l'arche perdue, un film d'aventure fantastique américain de 1981, réalisé par Steven Spielberg.

## Galerie

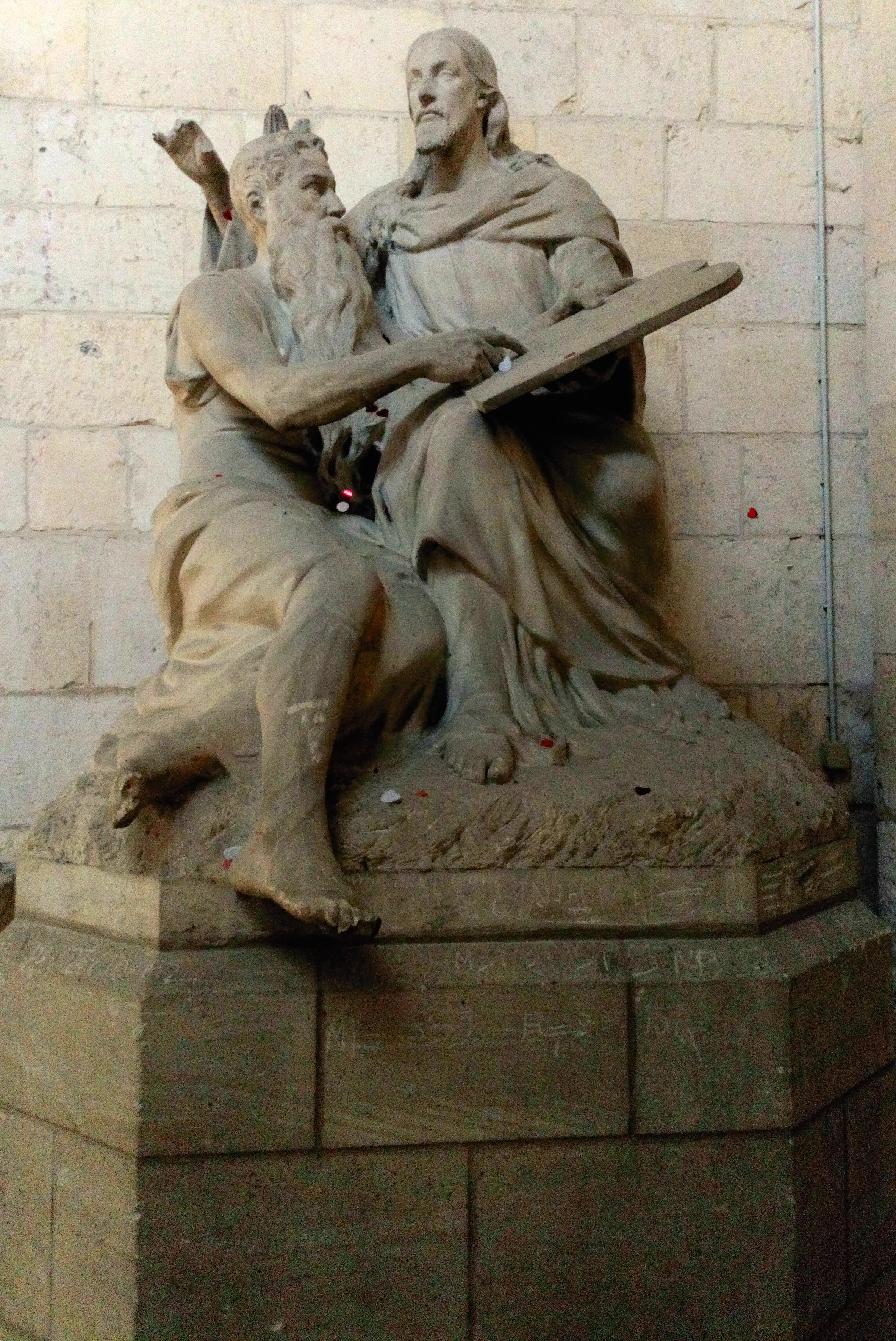
Moïse présentant les Tables de la Loi à Jésus (Abbatiale Saint-Pierre de Corbie).
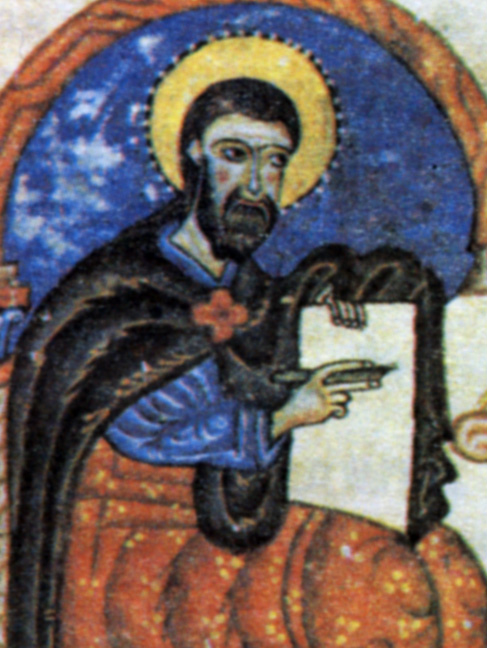
Portrait de Moïse de Khorène sur un manuscrit.
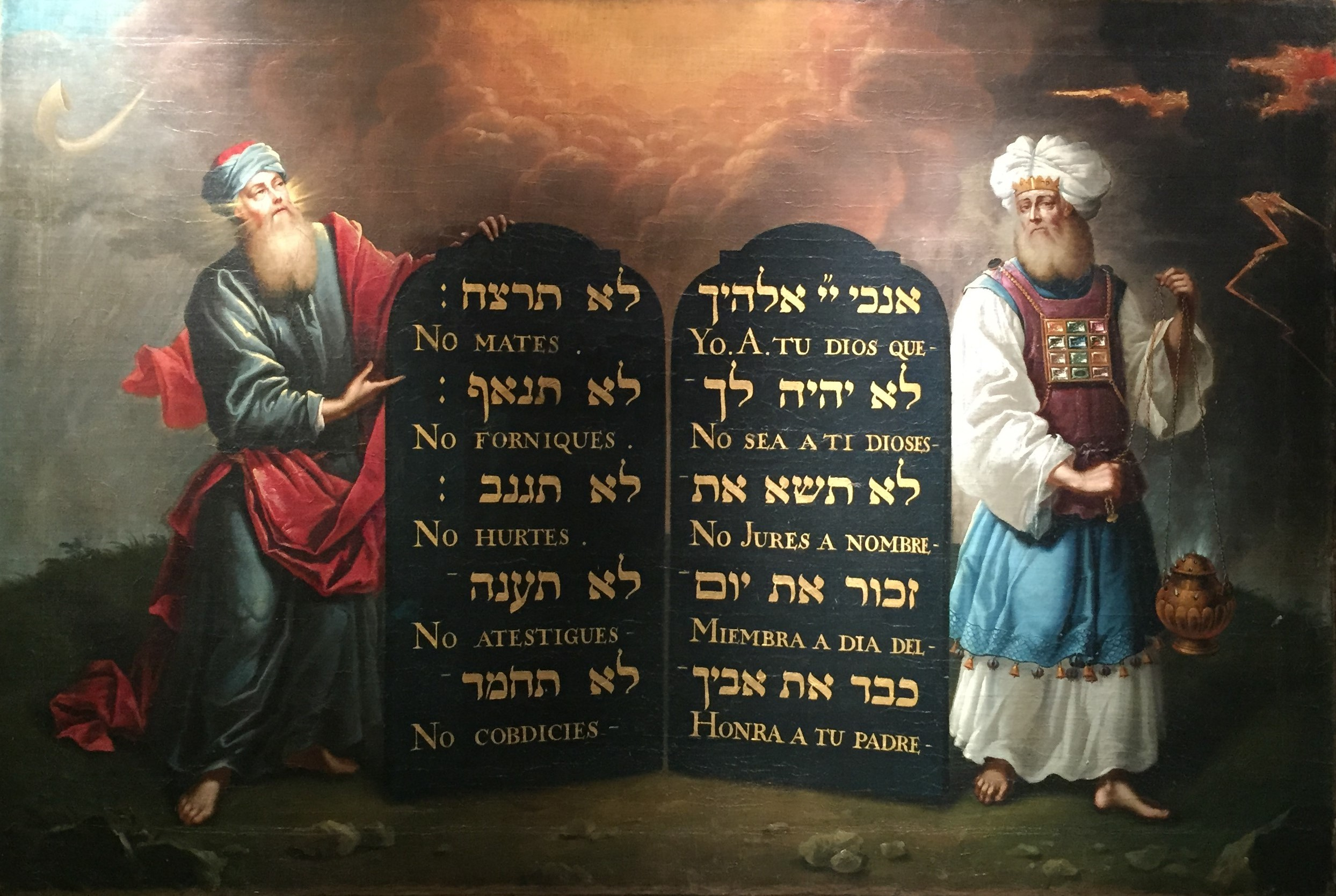
Moïse et Aaron présentant les Dix Commandements (Aron de Chaves, 1674).
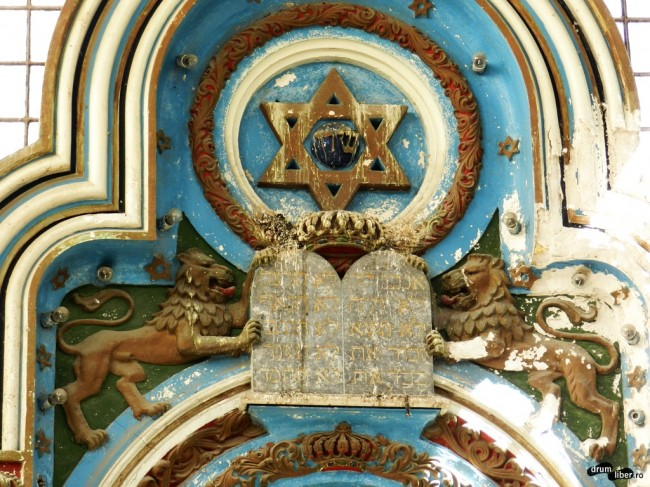
Grande Synagogue de Constanța (Roumanie), vue intérieure.
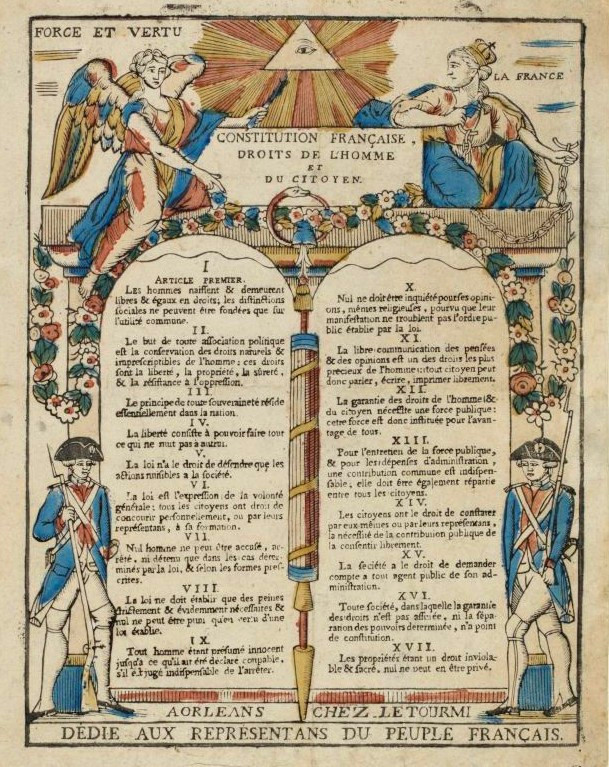
Déclaration des droits de l'Homme et du Citoyen.
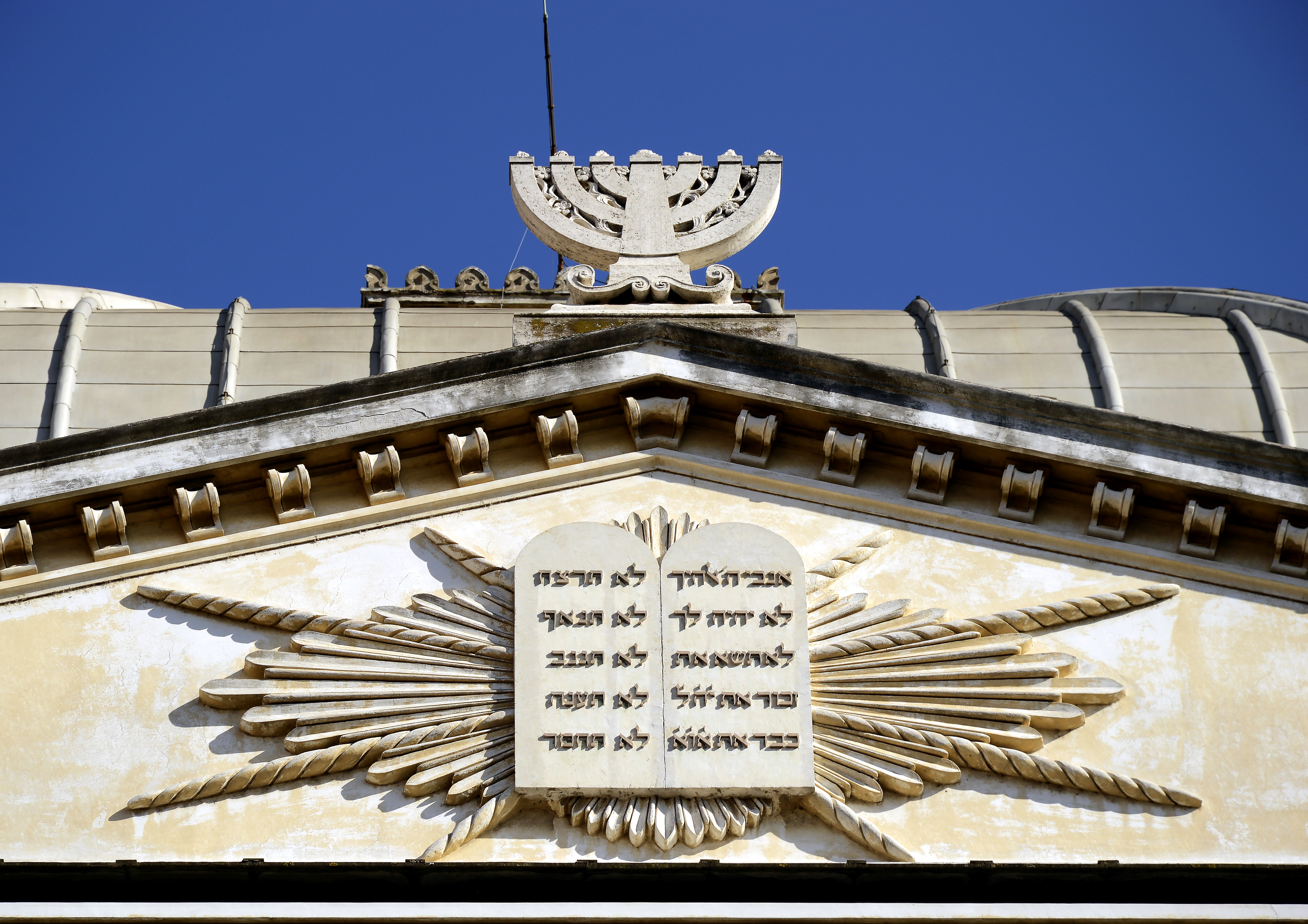
Tables de la Loi, fronton de la Grande synagogue de Rome.